# سیارک ۲۰۶۴۱
سیارک ۲۰۶۴۱ (به انگلیسی: 20641 Yenuanchen، نامگذاری:1999TF121) بیست هزار و ششصد و چهل و یکمین سیارک کشف شده‌است که در ۴ اکتبر ۱۹۹۹ کشف شد.
قدر مطلق سیارک برابر ۱۸.۶ است.